# Danh sách tập phim Fairy Tail (mùa 7)
Đây là danh sách tập phim anime Fairy Tail mùa 7 của đạo diễn Ishihira Shinji, sản xuất bởi A-1 Pictures và Satelight.
Mùa này bắt đầu phát sóng từ  5 tháng 4 năm 2013 trên TV Tokyo.

## Danh sách tập
| #   | Tên tập phim | Ngày phát sóng gốc        | Ngày phát sóng VN   |
| --- | --- | ------------------------- | ------------------- |
| 176 | "Long Vương" "Ryū no Ō" (竜の王) | ngày 5 tháng 4 năm 2014   | 13 tháng 7 năm 2016 |
| 177 | "Kế Hoạch Nhật Thực" "Ekuripusu Keikaku" (エクリプス計画)                                                                                      | ngày 12 tháng 4 năm 2014  | 14 tháng 7 năm 2016 |
| 178 | "Quân Sư Thần Thánh" "Yōsei Gunshi" (妖精軍師)                                                                                                 | ngày 19 tháng 4 năm 2014  | 15 tháng 7 năm 2016 |
| 179 | "Gray Đấu Với Rufus" "Gurei vs. Rūfasu" (グレイ vs. ルーファス)                                                                                | ngày 26 tháng 4 năm 2014  | 18 tháng 7 năm 2016 |
| 180 | "Ngạ Lang Kỵ Sĩ Đoàn" "Garō Kishidan" (餓狼騎士団)                                                                                             | ngày 3 tháng 5 năm 2014   | 19 tháng 7 năm 2016 |
| 181 | "Fairy Tail Đấu Với Kẻ Thi Hành Án" "Fearī Teiru vs. Shokeinin" (FT vs. 処刑人)                                                                | ngày 10 tháng 5 năm 2014  | 20 tháng 7 năm 2016 |
| 182 | "Đại Địa Bùng Chá" "Moeru Daichi" (燃える大地)                                                                                                 | ngày 17 tháng 5 năm 2014  | 21 tháng 7 năm 2016 |
| 183 | "Thế giới Của Chúng Ta" "Ore-tachi no Iru Basho" (オレたちのいる国)                                                                            | ngày 24 tháng 5 năm 2014  | 22 tháng 7 năm 2016 |
| 184 | "Vương Quốc Cho Đến Ngày Mai" "Ashita made no Kuni" (明日までの国)                                                                             | ngày 31 tháng 5 năm 2014  | 25 tháng 7 năm 2016 |
| 185 | "Erza Đấu Với Kagura" "Eruza vs. Kagura" (エルザ vs. カグラ)                                                                                   | ngày 7 tháng 6 năm 2014   | 26 tháng 7 năm 2016 |
| 186 | "Tương Lai Tuyệt Vọng Đến Gần" "Zetsubō e Kasoku suru Mirai" (絶望へ加速する未来)                                                              | ngày 14 tháng 6 năm 2014  | 27 tháng 7 năm 2016 |
| 187 | "Con Ếch" "Kaeru" (カエル) | ngày 21 tháng 6 năm 2014  | 28 tháng 7 năm 2016 |
| 188 | "Lôi Kích" "Gekirai!" (激雷!) | ngày 28 tháng 6 năm 2014  | 29 tháng 7 năm 2016 |
| 189 | "Gloria" | ngày 5 tháng 7 năm 2014   | 1 tháng 8 năm 2016  |
| 190 | "Người Đóng Cổng" "Tobira o Shimeru Mono" (扉を閉めるもの)                                                                                     | ngày 12 tháng 7 năm 2014  | 2 tháng 8 năm 2016  |
| 191 | "Natsu vs. Rōgu" (ナツ vs. ローグ) | ngày 19 tháng 7 năm 2014  | 3 tháng 8 năm 2016  |
| 192 | "Hãy Sống Cho Phần Tôi" "Atashi no Bun made" (あたしの分まで)                                                                                  | ngày 26 tháng 7 năm 2014  | 4 tháng 8 năm 2016  |
| 193 | "Thất Long" | ngày 2 tháng 8 năm 2014   | 5 tháng 8 năm 2016  |
| 194 | "Ma Pháp Của Zirconis" "Jirukonisu no Mahō" (ジルコニスの魔法)                                                                                 | ngày 9 tháng 8 năm 2014   | 8 tháng 8 năm 2016  |
| 195 | "Nhân Đối Nhân, Long Đối Long, Nhân Đối Long" "Hito to Hito, Ryū to Ryū, Hito to Ryū" (人と人、竜と竜、人と竜)                                 | ngày 16 tháng 8 năm 2014  | 9 tháng 8 năm 2016  |
| 196 | "Tội Lỗi Và Hy Sinh" "Tsumi to Gisei" (罪と犠牲)                                                                                               | ngày 23 tháng 8 năm 2014  | 10 tháng 8 năm 2016 |
| 197 | "Thời Gian Của Sinh Mệnh" "Inochi no Jikan" (命の時間)                                                                                         | ngày 30 tháng 8 năm 2014  | 11 tháng 8 năm 2016 |
| 198 | "Thảo Nguyên Hoàng Kim" "Ōgon no Sōgen" (黄金の草原)                                                                                           | ngày 6 tháng 9 năm 2014   | 12 tháng 8 năm 2016 |
| 199 | "Đại Tiệc Cung Đình" "Dai Buyō Enbu" (大舞踊演舞)                                                                                              | ngày 13 tháng 9 năm 2014  | 15 tháng 8 năm 2016 |
| 200 | "Giọt Thời Gian" "Seisō no Shizuku" (星霜の雫)                                                                                                 | ngày 20 tháng 9 năm 2014  | 16 tháng 8 năm 2016 |
| 201 | "Quà Tặng" "Okurimono" (贈り物) | ngày 27 tháng 9 năm 2014  | 17 tháng 8 năm 2016 |
| 202 | "Mừng Cậu Về Nhà Frosch" "Okaeri, Furosshu" (おかえり、フロッシュ)                                                                             | ngày 4 tháng 10 năm 2014  | 18 tháng 8 năm 2016 |
| 203 | "Moulin Rouge" "Mūran Rūju" (ムーランルージュ)                                                                                                 | ngày 11 tháng 10 năm 2014 | 19 tháng 8 năm 2016 |
| 204 | "Có Chết Cũng Phải Tiếp Đãi Tận Tình Nồng Hậu" "Omotenashi, Inochi Kaketemasu!" (おもてなし、命かけてます!)                                    | ngày 18 tháng 10 năm 2014 | 22 tháng 8 năm 2016 |
| 205 | "Hải Đăng Của Cuộc Nổi Loạn" "Hangyaku no Noroshi" (反逆の狼煙)                                                                                | ngày 25 tháng 10 năm 2014 | 23 tháng 8 năm 2016 |
| 206 | "Nổi Kinh Hoàng Ở Thư Viện" "Panikku Obu Raiburarī" (パニック・オブ・ライブラリー)                                                             | ngày 1 tháng 11 năm 2014  | 24 tháng 8 năm 2016 |
| 207 | "Hisui Nổi Dậy" "Hisui Tatsu!" (ヒスイ立つ!)                                                                                                   | ngày 8 tháng 11 năm 2014  | 25 tháng 8 năm 2016 |
| 208 | "Astral Spiritus" "Asutoraru Supiritasu" (アストラル・スピリタス)                                                                              | ngày 15 tháng 11 năm 2014 | 26 tháng 8 năm 2016 |
| 209 | "Wendy Cùng Aquarius, Vui Chơi Tại Công Viên Giải Trí" "Wendi vs. Akueriasu, Yūenchi de Asobo!" (ウェンディ vs. アクエリアス、遊園地であそぼ!) | ngày 22 tháng 11 năm 2014 | 29 tháng 8 năm 2016 |
| 210 | "Bộ Bài Hội Đấu Với Bộ Bài Tinh Linh" "Girudo Dekki vs. Seirei Dekki" (ギルドデッキ vs. 星霊デッキ)                                            | ngày 29 tháng 11 năm 2014 | 30 tháng 8 năm 2016 |
| 211 | "Gray Đấu Với Cancer, Trận Chiến Vũ Đạo" "Gurei vs. Kyansā, Dansu Batoru!" (グレイ vs. キャンサー、ダンスバトル!)                              | ngày 6 tháng 12 năm 2014  | 31 tháng 8 năm 2016 |
| 212 | "Juvia Đấu Với Aries, Tử Chiến Nơi Sa Mạc" "Jubia vs. Ariesu, Sabaku no Shitō!" (ジュビア vs. アリエス、砂漠の死闘!)                           | ngày 13 tháng 12 năm 2014 | 1 tháng 9 năm 2016  |
| 213 | "Erza Đấu Với Sagittarius, Quyết Chiến Trên Lưng Ngựa" "Eruza vs. Sajitariusu, Bajō no Kessen!" (エルザ vs. サジタリウス、馬上の決戦!)         | ngày 20 tháng 12 năm 2014 | 2 tháng 9 năm 2016  |
| 214 | "Natsu Đại Chiến Leo" "Natsu vs. Reo" (ナツ vs. レオ)                                                                                          | ngày 27 tháng 12 năm 2014 | 5 tháng 9 năm 2016  |
| 215 | "Xà Phu Ophiuchus" "Hebitsukaiza no Ofiukusu" (蛇遣い座のオフィウクス)                                                                         | ngày 10 tháng 1 năm 2015  | 6 tháng 9 năm 2016  |
| 216 | "Đêm Sao Băng" "Hoshi Michite Nagaruru Toki" (星満ちて流るる時)                                                                                | ngày 17 tháng 1 năm 2015  | 7 tháng 9 năm 2016  |
| 217 | "Tinh Linh Thú" "Seireijū" (星霊獣) | ngày 24 tháng 1 năm 2015  | 8 tháng 9 năm 2016  |
| 218 | "Tin Tưởng" (Believe) | ngày 31 tháng 1 năm 2015  | 9 tháng 9 năm 2016  |
| 219 | "Điều Được Dệt Nên Bởi Lòng Chân Thành" "Magokoro ga Tsumugu Mono" (真心が紡ぐもの)                                                            | ngày 7 tháng 2 năm 2015   | 12 tháng 9 năm 2016 |
| 220 | "413 Ngày" (413 Days) | ngày 14 tháng 2 năm 2015  | 13 tháng 9 năm 2016 |
| 221 | "Bạch Ngân Mê Cung" "Hakugin no Meikyū" (白銀の迷宮)                                                                                           | ngày 21 tháng 2 năm 2015  | 14 tháng 9 năm 2016 |
| 222 | "Biến Thân" "Henshin!" (変身!) | ngày 28 tháng 2 năm 2015  | 15 tháng 9 năm 2016 |
| 223 | "Kemokemo Tới Đây" "Kemokemo ga Kita!" (ケモケモが来た!)                                                                                       | ngày 7 tháng 3 năm 2015   | 16 tháng 9 năm 2016 |
| 224 | "Kimi no Kita Basho" (君の来た場所) | ngày 14 tháng 3 năm 2015  | 19 tháng 9 năm 2016 |
| 225 | "Người Đàn Ông Sấm Chớp" "Ikazuchi no Otoko" (いかづちの男)                                                                                    | ngày 21 tháng 3 năm 2015  | 20 tháng 9 năm 2016 |
| 226 | "Fairy Tail Của Những Xác Chết Di Động" (Fairy Tail of the Dead Meeeeeeeeen)                                                                   | ngày 28 tháng 3 năm 2015  | 21 tháng 9 năm 2016 |
| 227 | "Bình Minh của Chuyến Phiêu Lưu Mới" "Arata na Bōken no Asa" (新たな冒険の朝)                                                                  | ngày 4 tháng 4 năm 2015   |                     |
| 228 | "Ma Đạo Sĩ vs. Thợ Săn" "Madōshi vs. Hantā" (魔導士 vs. ハンター)                                                                              | ngày 11 tháng 4 năm 2015  |                     |
| 229 | "Quy Luật Thái Hóa" "Taika no Hō" (退化ノ法)                                                                                                   | ngày 18 tháng 4 năm 2015  |                     |
| 230 | "Ác Quỷ Trở Lại" "Akuma Kaikiu" (悪魔回帰) | ngày 25 tháng 4 năm 2015  |                     |
| 231 | "Gray vs. Doriate" "Gurei vs. Doriāte" (グレイ vs. ドリアーテ)                                                                                 | ngày 2 tháng 5 năm 2015   |                     |
| 232 | "Giọng Nói Của Ngọn Lửa" "Honō no Koe" (炎の声)                                                                                                | ngày 9 tháng 5 năm 2015   |                     |
| 233 | "Bài Hát Của Tiên" "Song of the Fairies" (Song of the Fairies)                                                                                 | ngày 16 tháng 5 năm 2015  |                     |
| 234 | "Chương Tartaros [Mở màn] - Cửu Quỷ Môn" "Tarutarosu-hen (Joshō): Kyūkimon" (冥府の門編 【序章】 九鬼門)                                       | ngày 23 tháng 5 năm 2015  |                     |
| 235 | "Chương Tartaros [Mở Màn] - Tiên Vs. Âm Phủ" "Tarutarosu-hen (Joshō): Yōsei tai Meifu" (冥府の門編 【序章】 妖精 対 冥府)                      | ngày 30 tháng 5 năm 2015  |                     |
| 236 | "Chương Tartaros [Mở Màn] - Di Sản Trắng" "Tarutarosu-hen (Joshō): Shiroki Isan" (冥府の門編 【序章】 白き遺産)                                | ngày 6 tháng 6 năm 2015   |                     |
| 237 | "Chương Tartaros [Mở Màn] - Natsu vs. Jackal" "Tarutarosu-hen (Joshō): Natsu vs. Jakkaru" (冥府の門編 【序章】 ナツ vs. ジャッカル)            | ngày 13 tháng 6 năm 2015  |                     |
| 238 | "Tarutarosu-hen: Haitoku to Zainin" (冥府の門編 背徳と罪人)                                                                                    | ngày 20 tháng 6 năm 2015  |                     |
| 239 | "Tarutarosu-hen: Jerāru vs. Orashion Seisu" (冥府の門編 ジェラール vs. 六魔将軍)                                                               | ngày 27 tháng 6 năm 2015  |                     |
| 240 | "Tarutarosu-hen: Inori ga Todoku Basho" (冥府の門編 祈りが届く場所)                                                                            | ngày 4 tháng 7 năm 2015   |                     |
| 241 | "Tarutarosu-hen: Akuma Tensei" (冥府の門編 悪魔転生)                                                                                           | ngày 11 tháng 7 năm 2015  |                     |
| 242 | "Tarutarosu-hen: Ikasu ka Korosu ka" (冥府の門編 生かすか殺すか)                                                                               | - 18 tháng 7 năm 2015     |                     |
| 243 | "Tarutarosu-hen: Wendi vs. Ezeru" (冥府の門編 ウェンディ vs.エゼル)                                                                            | - 25 tháng 7 năm 2015     |                     |
| 244 | "Tarutarosu-hen: Zutto Tomodachi de" (冥府の門編 ずっと友達で)                                                                                 | - 1 tháng 8 năm 2015      |                     |
| 245 | "Tarutarosu-hen: Heruzu Koa" (冥府の門編 ヘルズ・コア)                                                                                         | - 8 tháng 8 năm 2015      |                     |
| 246 | "Tarutarosu-hen: Meiō" (冥府の門編 冥王) | - 15 tháng 8 năm 2015     |                     |
| 247 | "Tarutarosu-hen: Areguria" (冥府の門編 アレグリア)                                                                                             | - 22 tháng 8 năm 2015     |                     |
| 248 | "Tarutarosu-hen: Hoshiboshi no Ichigeki" (冥府の門編 星々の一撃)                                                                               | - 29 tháng 8 năm 2015     |                     |
| 249 | "Tarutarosu-hen: Seireiō vs. Meiō" (冥府の門編 星霊王 vs. 冥王)                                                                                | - 5 tháng 9 năm 2015      |                     |
| 250 | "Tarutarosu-hen: Eruza vs. Mineruba" (冥府の門 編 エルザ vs.ミネルバ)                                                                          | - 12 tháng 9 năm 2015     |                     |
| 251 | "Tarutarosu-hen: Shōnen no Monogatari" (冥府の門 編 少年の物語)                                                                                | - 19 tháng 9 năm 2015     |                     |
| 252 | "Tarutarosu-hen: Gurei vs. Shirubā" (冥府の門 編 グレイ vs. シルバー)                                                                          | - 26 tháng 9 năm 2015     |                     |
| 253 | "Tarutarosu-hen: Gin'iro no Omoi" (冥府の門 編 銀色の想い)                                                                                     | - 3 tháng 10 năm 2015     |                     |
| 254 | "Tarutarosu-hen: Air" (冥府の門 編) | - 10 tháng 10 năm 2015    |                     |
| 255 | "Tarutarosu-hen: Hagane" (冥府の門 編 鋼) | - 17 tháng 10 năm 2015    |                     |
| 256 | "Tarutarosu-hen: Saigo no Ikkiuchi" (冥府の門 編 最後の一騎討ち)                                                                               | - 24 tháng 10 năm 2015    |                     |
| 257 | "Tarutarosu-hen: Zetsubō no Tsubasa" (冥府の門 編 絶 望の翼)                                                                                   | - 31 tháng 10 năm 2015    |                     |
| 258 | "Tarutarosu-hen: Karyū no Tekken" (冥府の門 編 火竜の鉄拳)                                                                                     | - 7 tháng 11 năm 2015     |                     |
| 259 | "Tarutarosu-hen: Zero Zero Zero Zero" (冥府の門 編 00:00)                                                                                      | - 14 tháng 11 năm 2015    |                     |
| 260 | "Tarutarosu-hen: Suishō no Naka no Shōjo" (冥府の門 編 水晶 の中の少女)                                                                        | - 21 tháng 11 năm 2015    |                     |
| 261 | "Tarutarosu-hen: Zettai no Akuma" (冥府の門 編 絶対の悪魔)                                                                                     | - 28 tháng 11 năm 2015    |                     |
| 262 | "Tarutarosu-hen: Memento Mori" (冥府の門 編 メメント・モリ)                                                                                    | - 5 tháng 12 năm 2015     |                     |
| 263 | "Tarutarosu-hen: Ishugaru ni Mau" (冥府の門 編 イシュガルに舞う)                                                                               | - 12 tháng 12 năm 2015    |                     |
| 264 | "Tarutarosu-hen: Honō no Shizuku" (冥府の門 編 炎の雫)                                                                                         | - 19 tháng 12 năm 2015    |                     |
| 265 | "Tarutarosu-hen (Shūshō): Sore ga Ikiru Chikara Da" (冥府の門 編 【終章】 それが生きる力だ)                                                    | - 26 tháng 12 năm 2015    |                     |